# 峯柴志げ
峯柴 志げ (みねしば しげ、1909年〈明治42年〉5月18日 - 2023年1月6日)は、カナダのスーパーセンテナリアン。カナダ・バンクーバー在住であった長寿の女性。日本・愛知県海部郡出身。カナダで存命中の最高齢者であった。峯柴しげといった表記もみられる。

## 来歴
1909年5月18日、愛知県海部郡で生まれる。2人の姉も104歳を過ぎても存命中であった長寿の家系出身だった。桜花高等女学校（現在の桜花学園高等学校）に入学し、卒業後の1931年の2月ごろに峯柴一郎とお見合い結婚をする。1923年に関東大震災が起こった際は、名古屋駅で東京から避難してきた人たちのために料理を作っていた。第二次世界大戦が始まる前までは京都府で煎餅屋を経営していたが、戦時中に砂糖が手に入らなくなると店を畳む。戦後は福祉施設、保険会社、銀行、花屋で働いた。1968年に娘に呼び出されたことがきっかけで夫と一緒にカナダのトロントに引っ越す。その時はすでに一人娘の京子がトロントに住んでいた。1979年にバンクーバーに引っ越すまではトロントでベビーシッターとして働いていた。1985年、夫の一郎が85歳で死去。その後87歳のときに心筋梗塞を起こし、手術を受けた。100歳の頃から認知症に苦しんでいるが自らのみでの食事も可能で、2013年時点では、娘の京子と暮らしている。
2019年に110歳の誕生日を迎えたときは、カナダ総督のジュリー・ペイエットやエリザベス2世女王からバースデーカードを受け取ったという。
死去するまでバンクーバーにあるアパートで娘と暮らしていた。食べ物では寿司やハンバーガー、飲み物ではコーヒーと抹茶を好み、特に食べ物に関しては形状がなくなるまでよく噛んで食べており、そのことから娘の京子は「よく噛んで食べることが長寿の秘訣ではないかと思います」と語っている。
2023年1月、バンクーバーの自宅で死去。

## 長寿記録
- 2022年1月13日、セシル・クラインの死去に伴い、カナダの最高齢者になる[4]。
- 2022年4月7日、イヴォンヌ・デロームの死去に伴い、カナダ国内での最後の1900年代生まれになる[1]。
- 2023年1月6日、113歳233日で死去。